# Adolf Janson
Adolf Fredrik Janson (i riksdagen kallad Janson i Bråten, senare Janson i Kungsör), född 19 augusti 1860 i Fellingsbro, död 29 mars 1924 i Stockholm, var en svensk hantverkare, lantbrukare och politiker (liberal).
Adolf Janson var sadelmakare i Norberg med omnejd fram till 1885, varefter han blev lantbrukare och från 1900 handlare i Hed. Han var kommunalt aktiv och var även föreståndare för Heds baptistförsamling 1891–1914.
Han var riksdagsledamot 1903–1924 i andra kammaren, fram till 1911 för Västmanlands läns västra domsagas valkrets, 1912–1921 för Västmanlands läns västra valkrets och från 1922 till sin död för Västmanlands läns valkrets. Som representant för Frisinnade landsföreningen tillhörde han dess riksdagsparti Liberala samlingspartiet respektive, efter den liberala partisplittringen 1923, Frisinnade folkpartiet. I riksdagen var han bland annat ledamot av konstitutionsutskottet 1918–1920 samt bankoutskottet 1921–1922. Han engagerade sig inte minst i egnahemsfrågor samt för statskyrkans avskaffande.